# Bahía de San Jorge
La Bahía de San Jorge o el Golfo de San Jorge (conocida en el Líbano como Golfe de Saint-Georges) está situada en la costa norte de la ciudad de Beirut, en el Líbano. La bahía de San Jorge se cree que es el lugar donde San Jorge mató un dragón. Hoy la bahía tiene el puerto deportivo del occidente de Beirut y se extiende hacia el norte hasta el puerto deportivo de Dbayeh. Posee edificios de apartamentos, hoteles y rascacielos. El puerto de Beirut ocupa la parte oriental de la bahía. Los ríos de Beirut desaguan en la bahía.
La bahía fue el escenario de un campeonato internacional anual de esquí náutico, a partir de 1955 hasta el comienzo de la guerra.